# Helmut Striffler

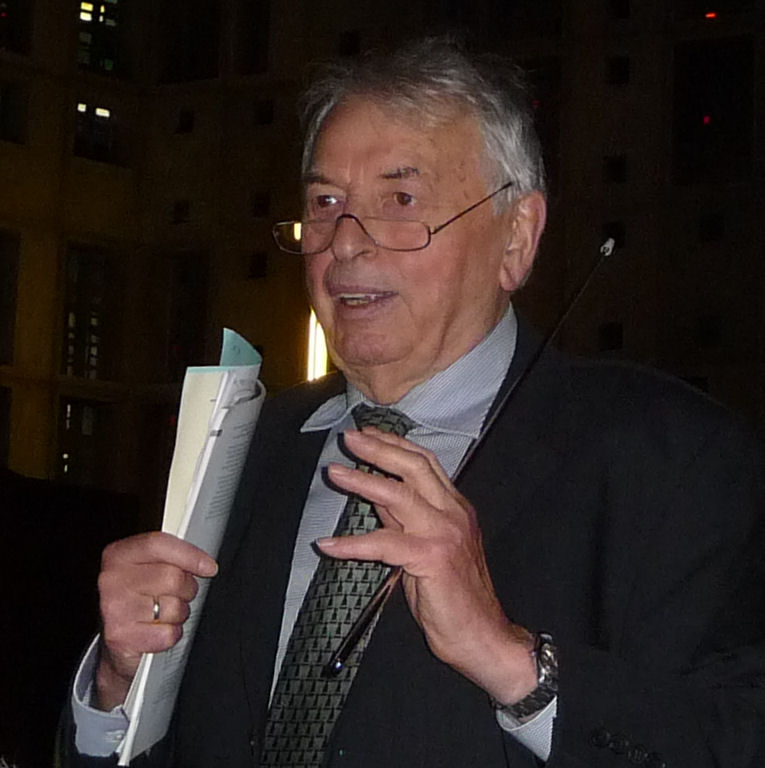
Helmut Striffler (2009)

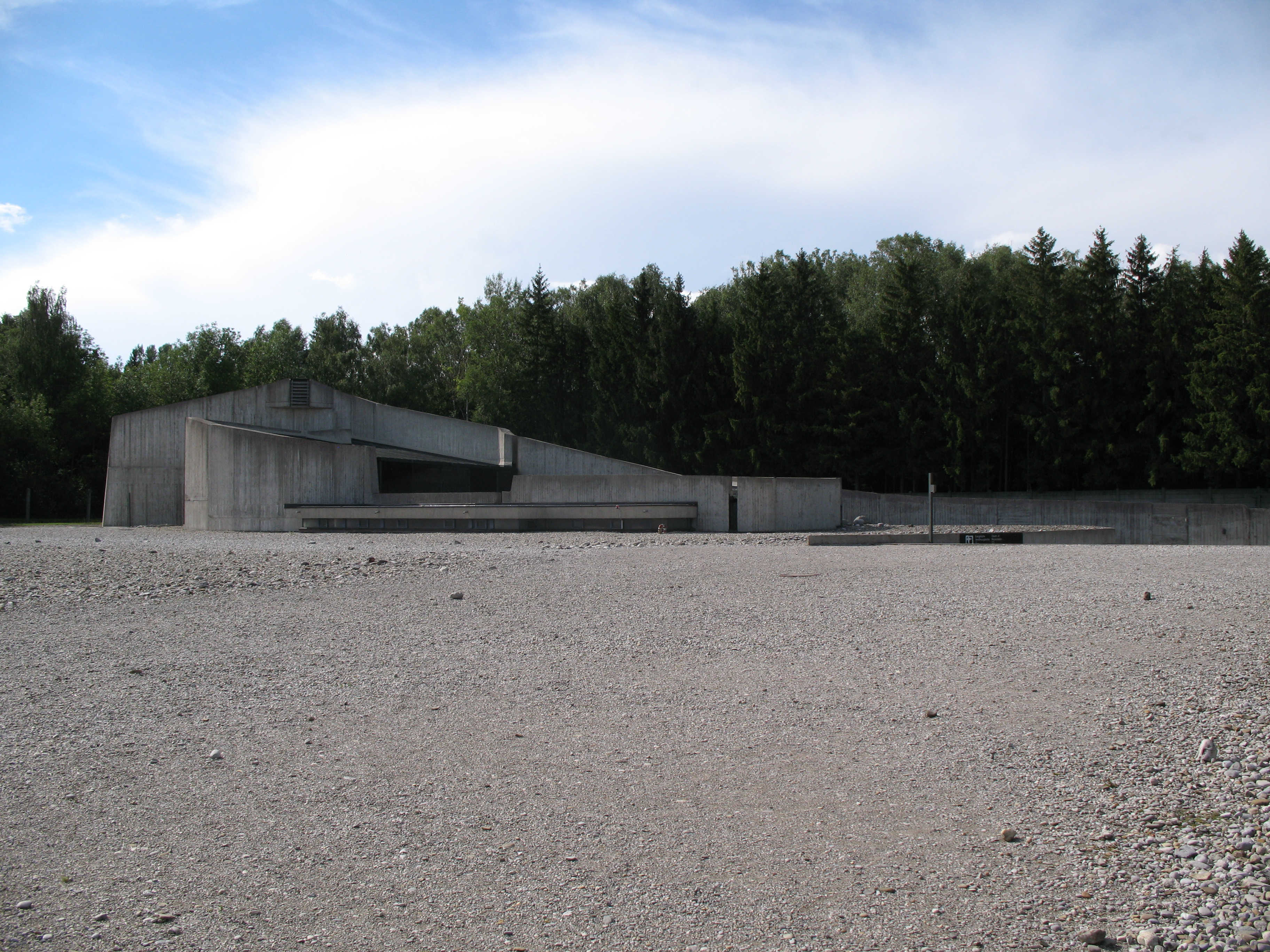
Versöhnungskirche Dachau (1964–1967)

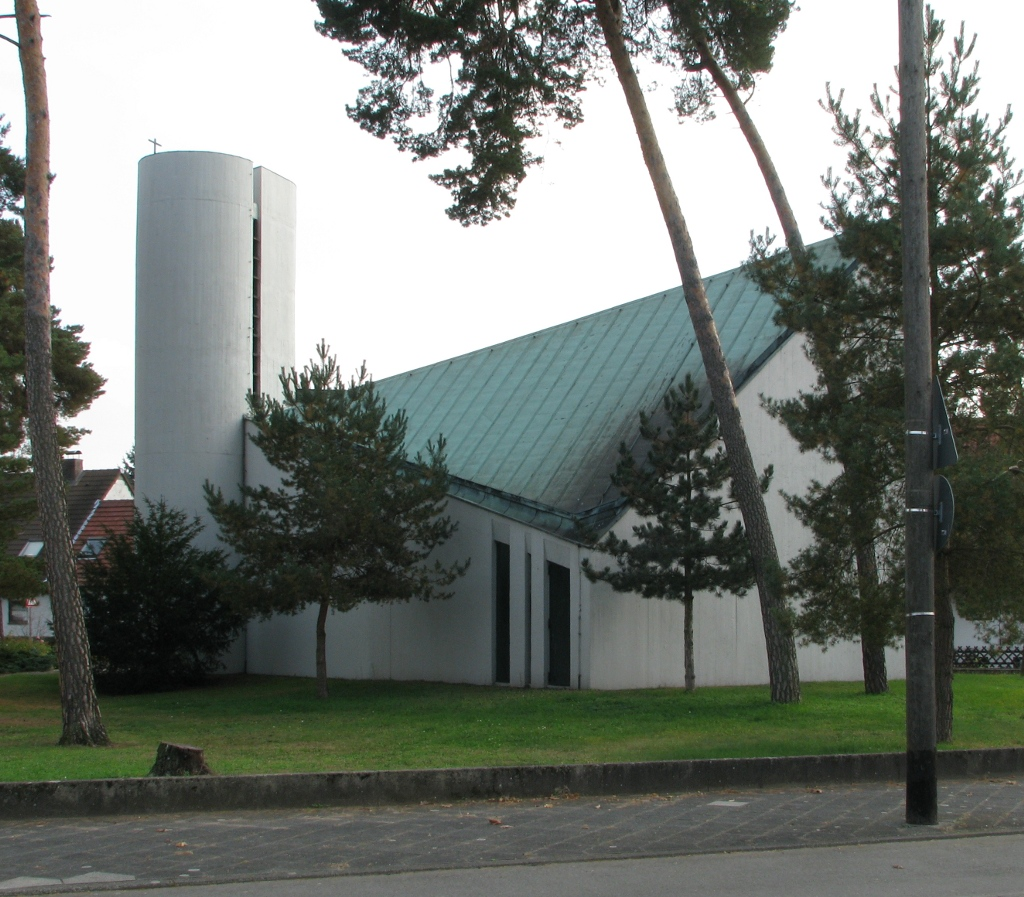
Jonakirche Mannheim (1962)

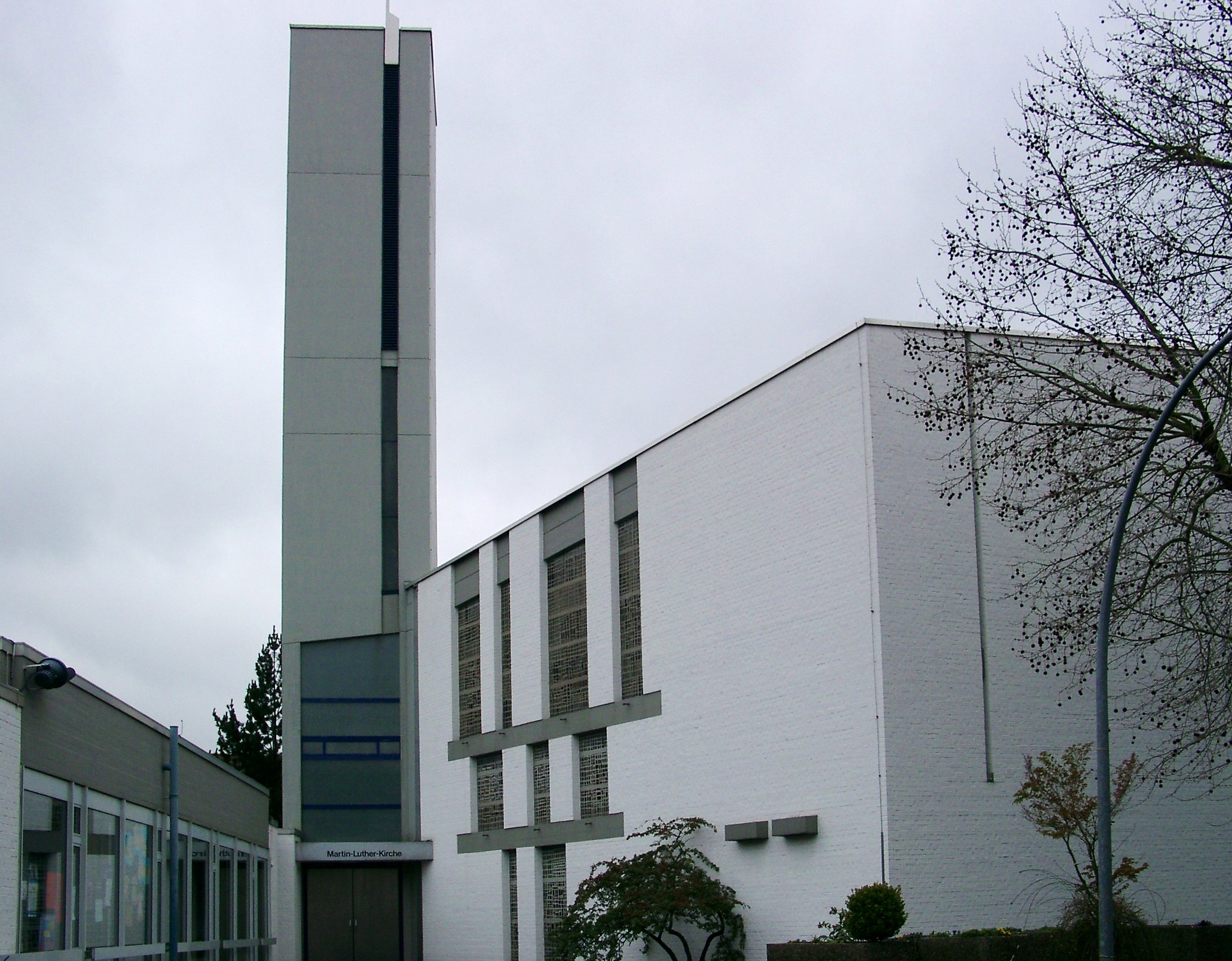
Martin-Luther-Kirche Ilvesheim (1964)

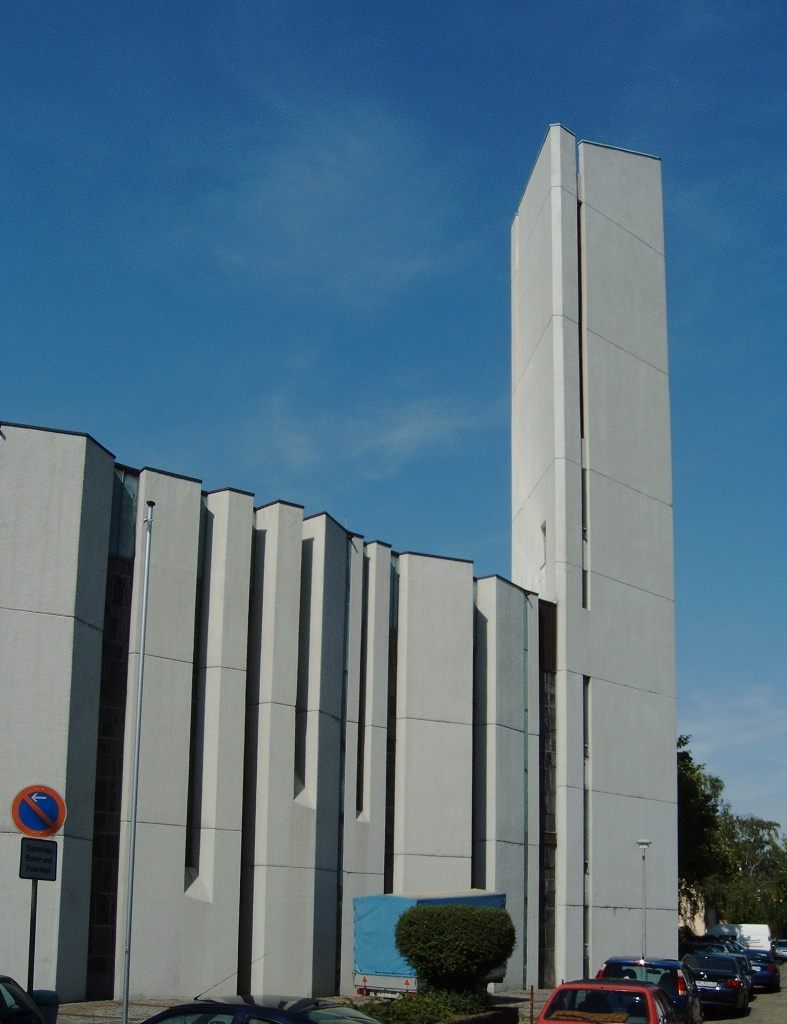
Versöhnungskirche Mannheim (1965)

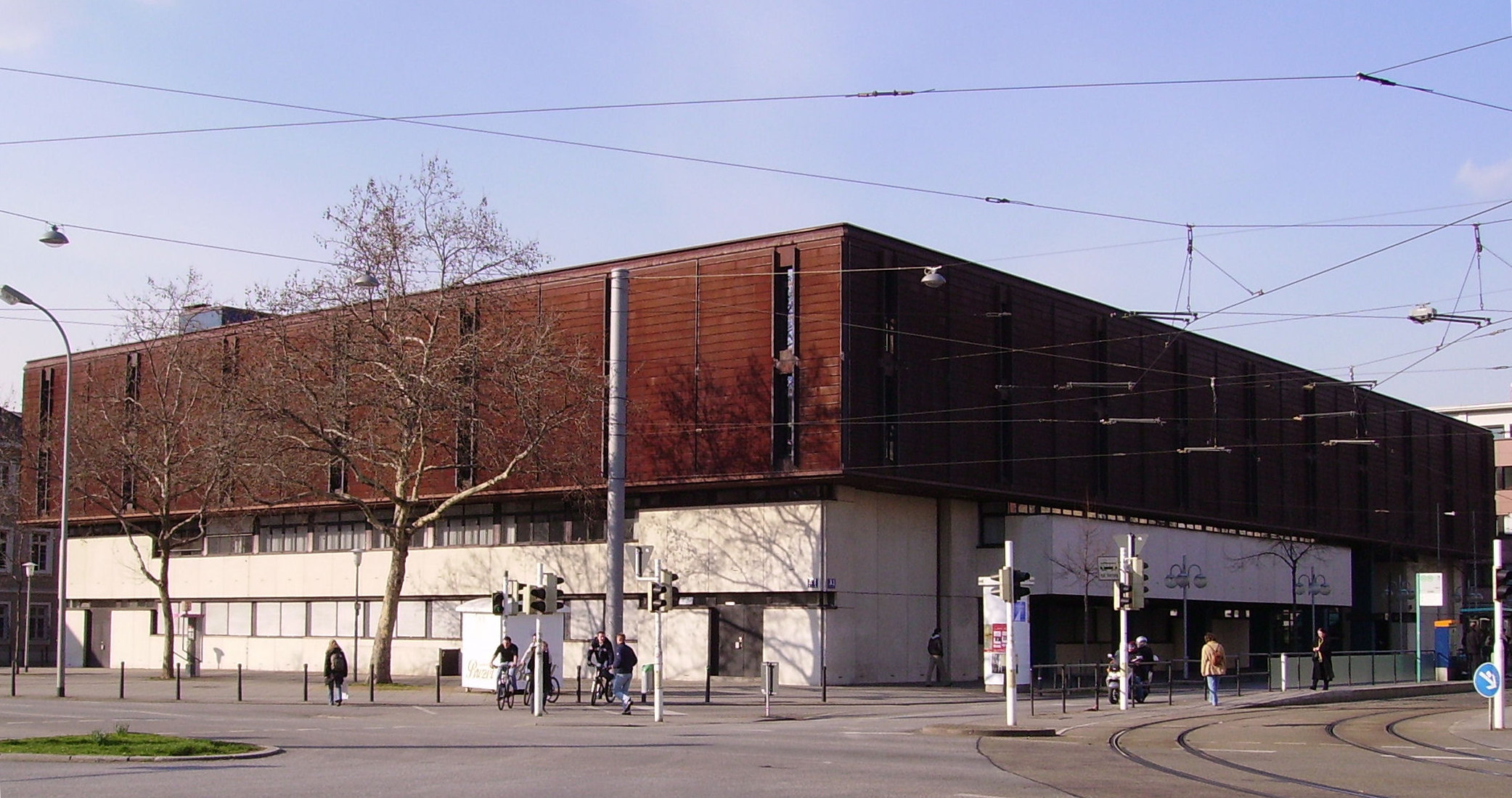
Landgericht Mannheim (1970)

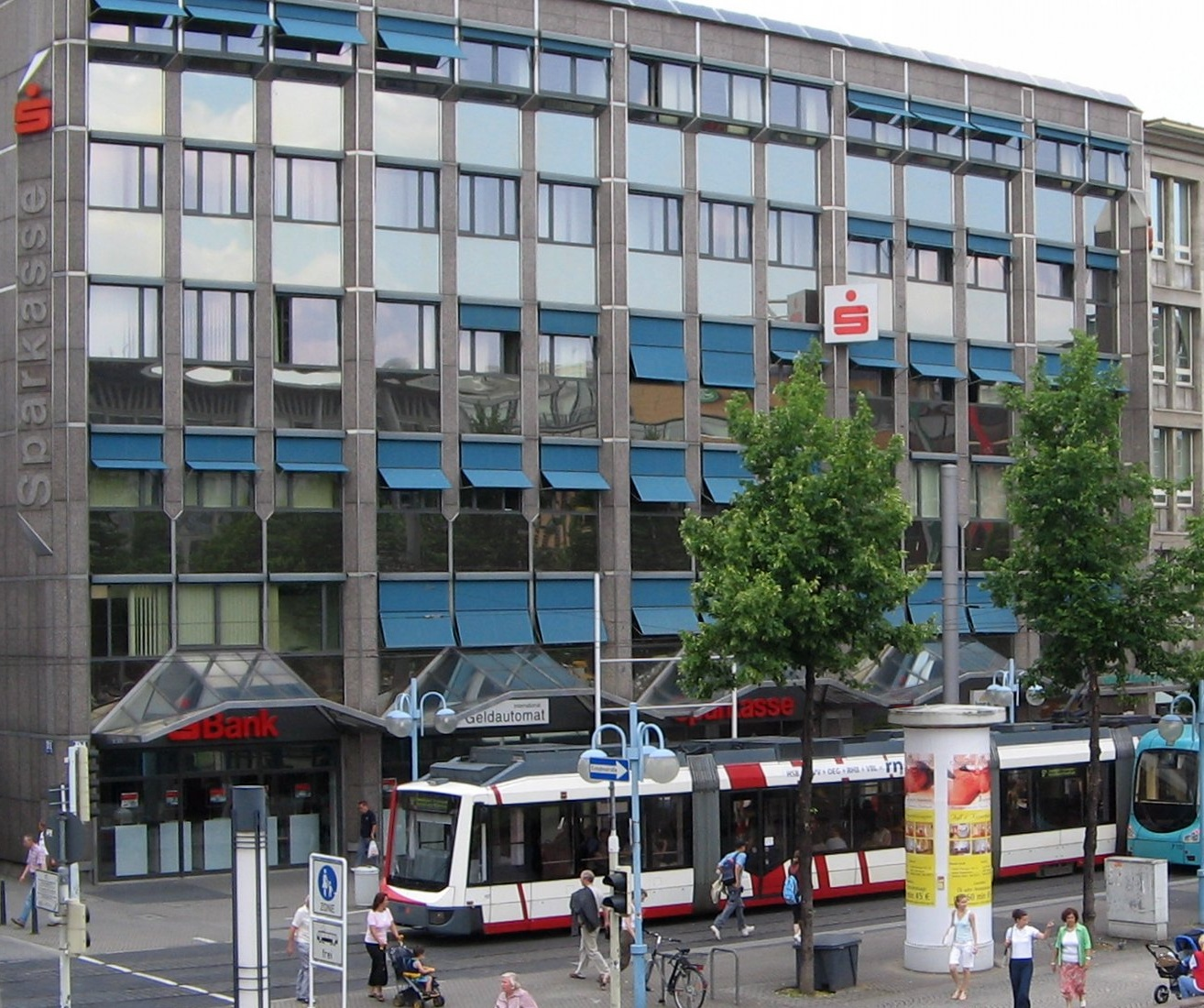
Sparkasse Mannheim (1981)

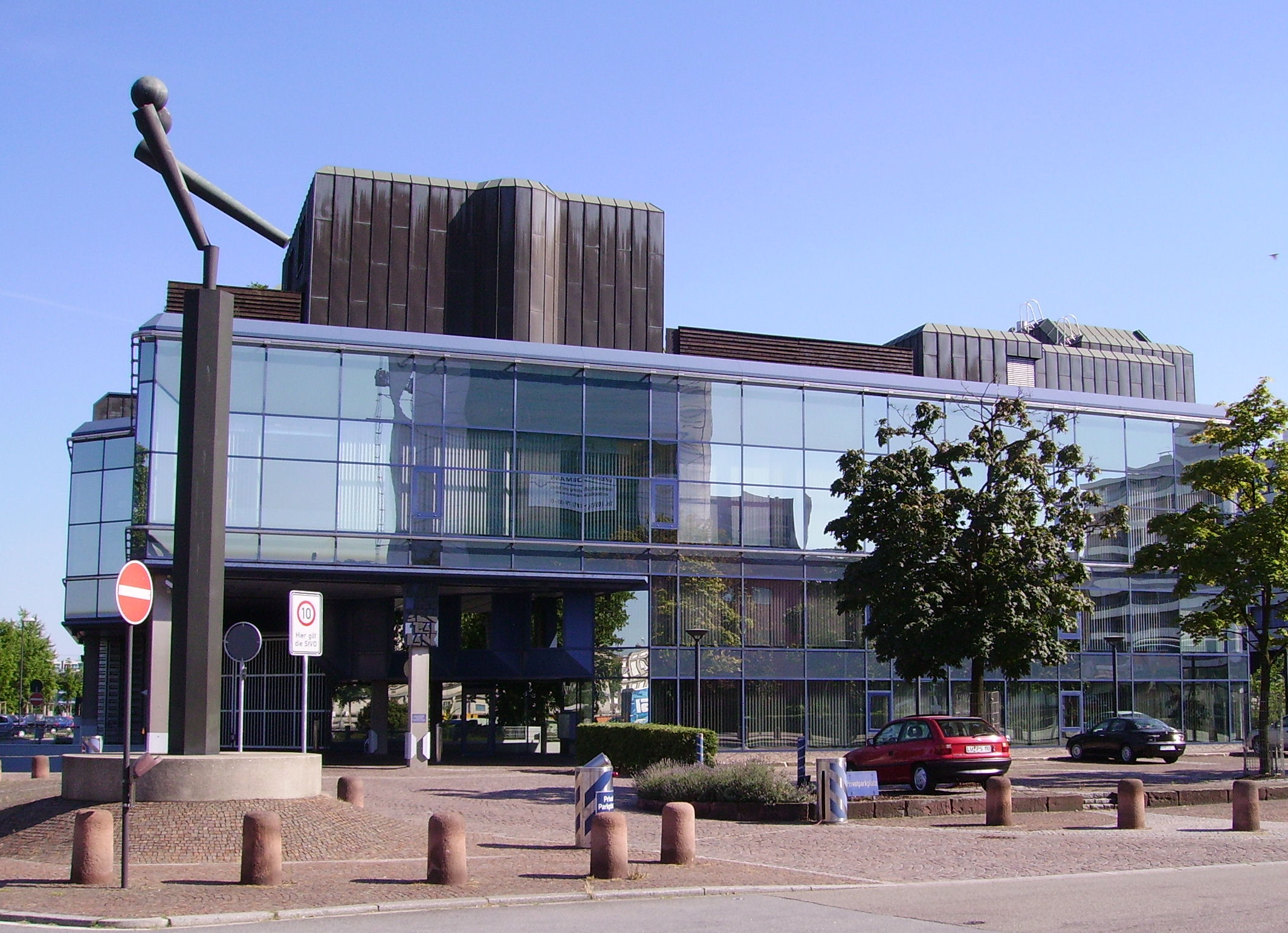
Landeszentralbank Ludwigshafen (1992)

Helmut Striffler (* 1. Februar 1927 in Ludwigshafen am Rhein; † 2. Februar 2015 in Mannheim) war ein deutscher Architekt und Hochschullehrer.
Helmut Striffler war vor allem in Mannheim tätig und wurde bekannt durch seine Kirchbauten der 1950er und 1960er Jahre. Sein bekanntestes Bauwerk ist die brutalistische Versöhnungskirche auf dem Gelände des ehemaligen Konzentrationslagers Dachau, die in den Jahren 1964 bis 1967 errichtet wurde.

## Leben und Wirken
Striffler legte seine Abiturprüfung im Jahr 1947 ab, arbeitete danach zuerst als Maurer, bevor er 1949 ein Praktikum im Ingenieurbüro der Bauabteilung der BASF absolvierte. Sein ursprünglicher Berufswunsch war jedoch Flugzeugbauer.
Gleichwohl nahm er im Jahr 1950 ein Architektur-Studium an der Technischen Hochschule Karlsruhe auf. Seine Lehrer waren dort Otto Ernst Schweizer, Otto Haupt, Rudolf Büchner und Egon Eiermann, für den er als Bauleiter 1952 die Matthäuskirche in Pforzheim errichtete.
Bei Otto Bartning besuchte er an der TH Darmstadt Sommerkurse über Kirchenbau.
1955 schloss er das Architekturstudium in Karlsruhe erfolgreich ab. Ab 1956 war Striffler als freier Architekt mit Hauptbüro in Mannheim und später zeitweiligen Zweigbüros in Bochum und Dresden tätig.
Von 1969 bis 1974 lehrte Striffler an der Technischen Universität Hannover und danach bis zu seiner Emeritierung 1992 an der Technischen Hochschule Darmstadt als Professor für Entwerfen und Gebäudekunde.
1988 übernahm er den Vorsitz des Deutschen Werkbundes in Baden-Württemberg.
Im Jahr 2000 gründete er das Büro Striffler + Striffler Architekten, es wird von seinem Sohn Johannes fortgeführt.
Für sein Lebenswerk und seine wissenschaftlichen Verdienste in Forschung und Lehre hat ihn die BTU Cottbus am 15. Oktober 2008 mit der Ehrendoktorwürde ausgezeichnet.

## Bauten
- 1956–1959: Trinitatiskirche in Mannheim ⊙
- 1958–1959: Wohnhaus Ziegler in Mannheim-Lindenhof
- 1960–1962: Jonakirche  mit Gemeindehaus und Kindergarten in Mannheim-Blumenau ⊙
- 1960–1962: Schillerschule in Mannheim-Neckarau ⊙
- 1961–1962: Wohnhaus Dr. Friedmann in Mannheim-Pfingstberg (jetzt Haus Odenwald)
- 1961–1963: Pfarrhaus in Neustadt/Weinstraße
- 1961–1965: Evangelische Versöhnungskirche mit Gemeindehaus in Mannheim-Rheinau ⊙
- 1962–1963: Wohnhaus und Büro Striffler in Mannheim-Lindenhof
- 1963–1964: Evangelische Martin-Luther-Kirche in Ilvesheim ⊙
- 1964–1967: Versöhnungskirche auf dem Gelände des ehemaligen Konzentrationslagers Dachau ⊙
- 1964–1969: Ladenzentrum und Wohnhochhäuser der Großwohnsiedlung Mannheim-Vogelstang ⊙
- 1964–1970: Tagungsstätte der Evang. Akademie Nordelbien in Bad Segeberg ⊙
- 1965–1970: Landgericht Mannheim ⊙
- 1965–1973: Evangelisches Thomaszentrum und Ökumenisches Studienwerk in Bochum-Wiemelhausen ⊙
- 1966–1969: Gemeindemittelpunkt der Comeniusgemeinde in Ludwigshafen-Oggersheim West ⊙
- 1967–1968: Wohnhaus Latour in Ludwigshafen-Rheingönheim
- 1967–1968: Wohnhaus Mathilde Striffler in Ludwigshafen-Rheingönheim
- 1967–1973: Evang. Gemeindezentrum in Düren-Birkesdorf ⊙
- 1968–1972: Evang. Kirche in Stapelfeld-Braak (mit Architekt Grundmann, Hamburg) ⊙
- 1968–1973: Zentrum Tübingen-Waldhäuser Ost mit Wohnhochhaus
- 1971–1981: Ev. Pauluskirche und Gemeindezentrum in Mainz[5] ⊙
- 1974–1977: Verwaltungsgebäude der Öffentlichen Versicherungs-Anstalt der badischen Sparkassen in Mannheim ⊙
- 1975–1976: Verwaltungsgebäude für die Treuarbeit AG in Hannover
- 1976: Wohnhaus mit Arztpraxis Dr. Rebel in Neustadt-Gimmeldingen
- 1976–1977: Reitanlage Fohlenweide in Mannheim-Neckarau (Plätze, Ställe, Reithallen, Wohnungen)
- 1976–1977: Wohn- und Geschäftshaus Striffler in Mannheim ⊙
- 1977–1978: Wohnhaus Scheidel in Mannheim-Lindenhof
- 1977–1981: Hauptfiliale der Stadtsparkasse Mannheim (Umbau)⊙[6]
- 1979–1983: Verwaltungsgebäude für die Süddeutsche Eisen- und Stahl-Berufsgenossenschaft in Mannheim
- 1981–1983: Trauerhalle in Köln-Chorweiler
- 1988: Zweigstelle Saarlouis der Landeszentralbank des Saarlandes[6]
- 1990: Kulturhalle Remchingen ⊙
- 1994: Laborerweiterung der Fachhochschule für Technik in Mannheim
- 1995–1998: Erweiterung der Schillerschule in Mannheim-Neckarau
- 1999: Internationales Begegnungszentrum der Wissenschaft in Potsdam ⊙
- 1989–1992: Umbau und Erweiterung der Landeszentralbank Rheinland-Pfalz in Speyer[6]
- 1997: Ausbildungsstätte der Handwerkskammer in Mannheim-Wohlgelegen
- 1998: Zahnärztehaus Sachsen und Dienstgebäude der Kassenärztlichen Vereinigung Sachsen in Dresden

## Auszeichnungen
- 1967: BDA-Preis Bayern
- 1970: Hugo-Häring-Preis des BDA Baden-Württemberg
- 1975: Großer BDA-Preis (Preis ging an den Arbeitsausschuss des Evangelischen Kirchenbautages, dessen Zweiter Vorsitzender Striffler war)
- 1977: Auszeichnung guter Bauten
- 1978: Hugo-Häring-Preis des BDA Baden-Württemberg
- 1983: Auszeichnung guter Bauten
- 1987: Auszeichnung guter Bauten
- 1989: Silberplakette im Rahmen des Bundeswettbewerbs „Industrie, Handel und Handwerk im Städtebau“
- 1991: Zweiter Preis des Architekturpreises des Klempner-Handwerks
- 1993: Auszeichnung guter Bauten
- 1993: Vorbildliche Bauten in Rheinland-Pfalz
- 1999: Auszeichnung guter Bauten
- 1999: Sonderpreis für Ökologie vom Industrieverband Bitumen-Dach- und Dichtungsbahnen
- 2000: Erster Preis des Sächsischen Garten- und Landschaftsbaus